# Evocation I – The Arcane Dominion
Evocation I – The Arcane Dominion (engl. für Beschwörung – Die geheimnisvolle Herrschaft) ist das dritte Studioalbum der Schweizer Folk-Metal-Band Eluveitie. Es handelt sich um ein Akustikalbum, das am 17. April 2009 unter dem deutschen Plattenlabel Nuclear Blast veröffentlicht wurde. Die Single-Auskopplung Omnos wurde bereits am 20. März 2009 veröffentlicht. Direkt nach erscheinen des Albums wurde von der Band eine Fortsetzung des Albums unter dem Titel Evocation II – […] angekündigt und seitdem auch öfters in Interviews bestätigt. Dieses wurde mit dem Namenszusatz Pantheon letztendlich am 18. August 2017 ebenfalls bei Nuclear Blast veröffentlicht.

## Entstehung
Die Idee, ein rein akustisches Album zu machen, entstand schon sehr früh. Ende 2007 verfasste Chrigel Glanzmann das Konzept des Albums. Durch eine ausgedehnte Europa- und US-Tournee, die beinahe ein ganzes Jahr dauerte, wurde die Arbeit am Album erst nach Ende der Heidenfest-Tour im Herbst 2008 wieder aufgenommen. Innerhalb eines Monates gelang es der Band die fragmentarisch ausgearbeiteten Lieder fertig zu komponieren. Direkt im Anschluss an den Songwriting-Prozess nahm die Band das Album im Dezember 2008 auf.
Da das Album besondere Ansprüche an das Studio stellte, wurden die Aufnahmen im Liechtensteiner „Devils Studio“ in Vaduz und im Schweizer „Ballhorn Studio“ in Winterthur gemacht, das auf instrumentale Musik spezialisiert ist. Im Studio übernahm erstmals die Band selbst viele Aufgaben, wie das Engineering und die Produktion. Die Abmischung übernahm Arto Tuunela in den finnischen Finnvox Studios im Januar 2009, gemastert wurde das Album von Mika Jussila.
Nachdem bereits Mitte März das Lied Omnos auf der Musikplattform Myspace angehört werden konnte, erschien das dazugehörige Musikvideo am 24. März ebenfalls auf Myspace. Kurz darauf, eine Woche vor dem ursprünglichen Veröffentlichungstermin, erschien das gesamte Album auf der Musikplattform.
Aufgrund eines Fehlers des Printmasters bei der Herstellung der CDs konnte der ursprüngliche Veröffentlichungstermin, der für 11. April geplant war, nicht eingehalten werden. Stattdessen wurde die Veröffentlichung um eine Woche nach hinten verlegt und fand somit am 17. April 2009 statt. Die Fotografien und das Artwork des Albums stammen, wie schon bei Slania, von Manuel Vargas Lepiz. Das Layout entwarf Chrigel Glanzmann.

## Stil
Die Melodien orientieren sich stark an keltischen und irischen Volksliedern und werden mit traditionellen Instrumenten präsentiert, wie beispielsweise der Einsatz von Tin Whistle, Schottische Sackpfeife, Fiddle, Mandola, Mandoline, Uilleann Pipes, Bodhrán, Langhalslaute, Zugerörgeli, Hackbrett und Drehleier.
Anders als in den beiden Vorgängeralben Spirit und Slania, übernimmt auf dem Album grösstenteils Anna Murphy den Gesang. Die Texte sind, mit Ausnahme der Lieder Sacrapos, Omnos und Voveso in Mori, in Gallischer Sprache verfasst. Ursprünglich stammen die Texte bis auf drei Ausnahmen von Gemälden, Schalen und Steinen, die bei Ausgrabungen in den letzten beiden Jahrhunderten entdeckt wurden. Die daraus ausgearbeiteten Lieder handeln meist von Mythologie und Magie. Sie enthalten unter anderem Beschwörungs- und Verfluchungsverse oder magische Formeln. Für eine möglichst genaue Intonation arbeitete die Band im Vorfeld der Aufnahmen mit diversen Wissenschaftlern zusammen.

### Gastmusiker
Auf dem Album wirkten mehrere Gastmusiker mit. Alan „Naihmass Nemtheanga“ Averill von Primordial sang in den Liedern Sacrapos – At First Glance und Nata, Oliver „SaTyr“ Pade von Faun spielt auf The Arcane Dominion Langhalslaute, Fredy Schnyder von Nucleus Torn das Hackbrett in Within the Grove und Gobanno. Die beiden ehemaligen Eluveitie-Mitglieder Sarah Wauquiez und Linda Suter ergänzen mit dem Zugeörgeli Gobanno bzw. mit einer fünfsaitigen Viola Within the Grove und Gobanno. Laut Chrigel Glanzmann ergaben sich die Kollaborationen mit den Gastmusiker, „[…] da Eluveitie ein sehr weites Spektrum an verschiedenen traditionellen Klängen auf der Scheibe präsentieren wollten.“

## Inhalt

### Konzept
Das Album ist ein Konzeptalbum. Es besteht ein Roter Faden, der sich sowohl lyrisch als auch musikalisch durch alle Lieder zieht. Die Lieder sind grösstenteils in Gallischer Sprache gehalten und haben mythologische und magische Inhalte, die Melodien sind ausschliesslich akustisch und zu einem Grossteil instrumental.

„Das Album soll sozusagen eine Reise durch die gallische Mythologie sein, eine Reise durch die keltische Seele – nicht nur lyrisch, sondern auch musikalisch.“

### Titelliste
1. Sacrapos – At First Glance – 2:01
2. Brictom – 4:22
3. A Girls Oath – 1:18
4. The Arcane Dominion – 5:43
5. Within the Grove – 1:52
6. The Cauldron of Renascence – 2:05
7. Nata – 4:02
8. Omnos – 3:48
9. Carnutian Forest – 3:17
10. Dessumiis Luge – 3:28
11. Gobanno – 3:15
12. Voveso in Mori – 4:09
13. Memento – 3:20
14. Ne Regv Na – 5:07
15. Sacrapos – The Disparaging Last Gaze – 2:43
Bonustracks
16. Slania (Folk Medley) – 1:53
17. Omnos (Early Metal Version) – 3:49

### Inhalte und Hintergründe der Lieder
Das Wort „Sacrapos“ heisst übersetzt ins Deutsche etwa „Böser Blick, der als heilig erscheint“. Das Lied Sacrapos – At First Glance erzählt eine Geschichte, die genau diese menschliche Eigenschaft beschreibt. Ursprünglich sollte das Lied ein reines Instrumental werden, nachdem Alan Averill jedoch zugesagt hatte, einen Gastbeitrag für das Album beizusteuern entschied sich die Band dem Lied eine von ihm gesprochene Passage hinzuzufügen.
Brictom basiert auf einem altgallischen Originaltext, der einen Fluch der weiblichen Magie der damaligen Zeit darstellt. Es handelt sich dabei um einen sogenannten bnanom britcom. Die Musik basiert auf der bretonischen Volksmusik.
A Girls Oath hängt sowohl textlich als auch musikalisch mit dem Lied Brictom zusammen.
Der kurze Text des Titelsongs The Arcane Dominion entstammt einer altgallischen Inschrift und hat wiederum mythologischen und magischen Inhalt.
Within the Grove ist ein reines Instrumental und basiert auf einer traditionellen keltischen Melodie.
The Cauldron of Renascence basiert auf derselben Inschrift wie The Arcane Dominion und greift auf den mythologischen Jungbrunnen zurück, einen riesigen Kessel, in welchen in der Schlacht verwundete oder gefallene Männer geworfen wurden, um danach erholt und lebendig wieder heraussteigen zu können. Die Komposition entspricht schematisch der von irischen Reels. Glanzmann kommentierte die Komposition mit den Worten: „Ich liebe die Geschwindigkeit und harsche Zotenhaftigkeit dieser Art von Melodien.“
Nata beruht erneut auf einer Inschrift und stellt eine Art Liebeslied dar. Es erzählt die Geschichte von einem jungen Mann, der in ein verlobtes Mädchen verliebt ist. Die in dem Lied vorkommende Gesangsart des Sean-nós verstärkt die Verzweiflung und die Emotionen, die der Originaltext ausdrückt. Vorgetragen wird das Lied im Duett von Glanzmann und Alan Averill.
Omnos handelt von einem Mädchen, das mit einem Wolf singen und Blumen pflücken wollte. Der Wolf jedoch wollte „die Blume ihrer Jugend jagen“, sie sexuell missbrauchen.
Das Lied Carnutian Forest beschreibt den „Wald der Karnuten“, einen Ort, an dem einmal jährlich die Druiden aller gallischen Stämme zusammenkamen, um ihre Versammlung abzuhalten. Der erste Teil des Liedes ist eine Interpretation einer traditionellen irischen Melodie, der zweite Teil wurde frei dazukomponiert.
Bei Dessumiis Luge handelt es sich erneut um einen Fluch. Der Fluch stammt aus der Zeit des Gallischen Krieges und verflucht zahlreiche römische Anführer.
Gobanno basiert auf einem Text, der in Bern gefunden wurde und beschreibt den „Schmied von Bern“, eine mythologische Figur. Die Melodie des Liedes basiert auf mehreren keltischen Melodien.
Voveso in Mori handelt von Liebeskummer.
Sacrapos – The Disparaging Last Gaze stellt die Reprise des Intros dar und fungiert als Outro. Es ist ein Instrumentalstück, das durch „die Musik den dunklen Aspekt des menschlichen Charakters ausdrückt“, so Glanzmann.

## Kritik
Metalnews.de-Journalist Alexander Eitner beschreibt das Album als „ein in sich stimmiges und gefühlvolles Akustik-Konzeptalbum, das viele Emotionen beinhaltet, gekonnt vertont wurde und mit einer erstklassigen Produktion versehen ist“ und vergab 6 von 7 Punkten.
Besonders das musikalische Konzept lobt The-Pit-Schreiber Benjamin Verwold: „[…] die Lieder harmonieren so sehr miteinander, dass man kaum einzelne Stücke hervorheben kann.“ Er vergibt 8,5 von 10 Punkten für das Album.
Auch powermetal.de lobt das gelungene Konzept und die starke Leistung der Songwriter:

„Auf diesem Album vereinen sich die spannenden Ideen und originellen Einfälle eines schweizerisch-gallisch-keltischen Folk-Kreativ-Experiments mit dem gewohnt auf Spaß und Abgehen ausgelegten Songwriting der Eluveitie, wie wir sie kennen.“

Der deutsche Metal Hammer vergibt 6 von 7 Punkten und wertet besonders das Arrangement und die Atmosphäre des Albums:

„Alle Tracks sind überaus liebevoll arrangiert und klingen dermassen authentisch, dass man beim Hören wirklich denkt, man befände sich in der alten gallischen Zeit vor mehr als tausend Jahren.“

Metal Hammer Autor Detlef Dengler schließt seinen Bericht zur Listening-Session des Albums mit dem Fazit

„Es ist schwer, ein akustisches Album über eine Distanz von fast einer Stunde spannend zu halten. Kein Problem für die Schweizer, die Moderne, Tradition und keltische Mythologie gleichermaßen kollidieren und verschmelzen lassen – gesanglich vorgetragen von einer vielschichtig, intensiv, mal forsch, mal zerbrechlich intonierenden Anna Murphy. Fazit: eine individuelle, ambitionierte, nie überladene Konzept-Scheibe.“

Maximilian Nitzke von cdstarts.de vergibt 8,5 von 10 Punkten und bemängelt vor allem „zwei oder drei Songs, die nicht ins Gefüge passen wollen und eine merkwürdige Struktur in Sachen Instrumentalstücke“.

## Ausgaben
Neben der regulären Ausgabe gibt es auch eine Digipak-Edition, die eine Bonus-DVD mit dem Mitschnitt des gesamten Auftritts auf dem Summer Breeze 2008 in Deutschland enthält. Zusätzlich mit einem Trinkhorn, ist das Album als Mail-Order-Edition erhältlich. Diese ist nummeriert und auf 500 Stück limitiert. Das Album wurde auch als Schallplatte veröffentlicht und ist ebenfalls nummeriert und auf 500 Stück limitiert. Das Vinyl ist zweifarbig (grün-weiss) und wird im Gatefold-Cover ausgeliefert.
Gemeinsam mit dem deutschen Metal Hammer wurde eine spezielle Kompilation mit dem Titel Slania / Evocation I – The Arcane Metal Hammer Edition veröffentlicht. Die CD enthält sechs Lieder des Vorgänger-Albums Slania und sechs Lieder des aktuellen Albums. Zusätzlich ist die CD mit einem bisher unveröffentlichten Akustik-Medley des Liedes Slania bestückt, das auch auf der Special Edition des Albums enthalten ist. Das Stück hat ein eigenes Artwork mit einem achtseitigen Booklet.

## Tour
Zu dem Album wurde eine Welttournee durchgeführt, die über ein Jahr dauerte. Der Auftakt war am 9. April 2009, als das Album erstmals in großen Teilen bei einem Konzert im KiFF in Aarau vor rund 400 Besuchern aufgeführt wurde. Am Tag darauf fand in der Heimatstadt der Band, im Salzhaus in Winterthur das zweite Konzert der Tour vor 550 Besuchern statt. Die Reaktionen des Publikums waren an diesem Abend deutlich euphorischer als am Vorabend.